# Reprise (film, 1996)
Pour les articles homonymes, voir Reprise (homonymie).
Pour plus de détails, voir Fiche technique et Distribution.
Reprise, sous-titré « Un voyage au cœur de la classe ouvrière », est un  film documentaire français réalisé par Hervé Le Roux, sorti en 1996, autour du film de mai 68, Reprise du travail aux usines Wonder.

## Base historique du film
Le 10 juin 1968, après une longue grève, la reprise du travail est votée aux usines des piles Wonder à Saint-Ouen. Jacques Willemont, Pierre Bonneau et quelques autres élèves de l'IDHEC, eux aussi en grève, sont là pour filmer la scène. À l'origine, cela devait constituer, selon Jacques Willemont, une séquence d'un long métrage qu'il réalisait intitulé Sauve qui peut Trotsky, qui ne fut jamais terminé ; les rushes des autres séquences auraient été perdus.

Cette version est contestée par Pierre Bonneau qui explique : « nous passions par là presque par hasard… » Le plan séquence filmé par Bonneau en 16 mm, de 10 minutes, montre les réactions des divers ouvriers, ouvrières, syndicalistes et cadres de l'entreprise à ce moment crucial. Une jeune ouvrière crève l'écran, criant et pleurant, assurant qu'elle ne reprendra pas le travail : 

« Non, je ne rentrerai pas, je ne foutrai plus les pieds dans cette taule, c'est trop dégueulasse ! »

Cette séquence, largement reprise par de nombreux médias, est connue sous le nom de La Reprise du travail aux usines Wonder,.

## Synopsis
Le film est la relation de la recherche, 28 ans après les faits, de l'identité de Jocelyne, la jeune femme qui s'illustre dans La Reprise du travail aux usines Wonder.
C'est une ouvrière des usines Wonder, quasi anonyme parmi les centaines qui travaillaient à l'époque. Comme lors d'une enquête minutieuse, chaque personne apparaissant dans le reportage d'origine est recherchée, son rôle et ses souvenirs sont questionnés lors d'interviews. Le suspense grandit. Réussira-t-on à mettre un nom et une histoire sur les images de cette jeune femme révoltée dont le réalisateur tombe peu à peu amoureux ?

## Fiche technique
- Scénario : Hervé Le Roux
- Production : Richard Copans, Serge Lalou
- Prises de vue : Dominique Perrier
- Montage : Nadine Tarbouriech
- Durée : 192 mm
- Pays d'origine :  France
- Format : Noir et blanc et couleur - 1,66:1 - 35 mm
- Lieux de tournage : Saint-Ouen (Seine-Saint-Denis), région parisienne, île d’Oléron
- Société de production : Les Films d'ici

Le film est édité en DVD en 2004 par les Éditions Montparnasse, incluant la séquence originelle in-extenso.

## Distribution
- Hervé Le Roux : voix
- Pierre Bonneau : lui-même
- Jacques Willemont : lui-même
- Pierre Guyot : lui-même (ancien responsable de la CGT et ancien conseiller municipal de Saint-Ouen)

## Récompenses et distinctions
- 1996 : Grand prix du jury au festival de Belfort[8]
- 1996 : Prix Georges-et-Ruta-Sadoul[8]

## Accueil critique
Auréolé de l'évocation des évènements de Mai 68, le film recueille une très bonne critique, par sa vérité et son absence d'artifices scénaristiques visibles, il est propulsé par la critique « tour à tour ou simultanément, comme un polar social (qui a tué la classe ouvrière ?), un livre d'histoires françaises et d'Histoire de France, et aussi, surtout, comme une romance amoureuse. »

### Presse
- Jean-Michel Frodon, « Hervé Le Roux, réalisateur », Le Monde, 27 mars 1997.
- David Fontaine, « Reprise », Le Canard enchaîné, no 5092, Paris, SAS Les Éditions Maréchal - Le Canard enchaîné, 30 mai 2018, p. 6  (ISSN 0008-5405)

### Etude
- Yvette Delsaut, Reprises : cinéma et sociologie, Paris, Raisons d’agir, 2010.